# Kvarteret Ädelman
Kvarteret Ädelman består av två intill varann liggande kvarter – Ädelman mindre i väster och Ädelman större i öster – belägna på Östermalm i Stockholm. Ädelman mindre är till ytan större än Ädelman större. De båda kvarteren begränsas i norr av Riddargatan, i öster av Grev Magnigatan, i söder av Strandvägen och i väster av Grevgatan. Mellan kvarteren sträcker sig Styrmansgatan.

## Historik
Kvartersnamnet Ädelman tros hänga samman med att riksdrots Per Brahe den yngre ägde en tomt på platsen för Ädelman mindre vilket namngav både kvarteret och Grevgatan. Kvarterens läge och riktning fastställdes redan i 1640-talets rutnätsplan för Ladugårdslandet (se Stadsplanering i Stockholm). Vid den tiden gick Ladugårdslandsvikens strandlinje högre upp ungefär i höjd med nuvarande Kaptensgatan. I öster begränsades kvarteren av Grev Magnigatan och öster därom vidtog skeppsvarvet Terra Novas anläggning, sedermera plats för Andra livgardets kaserner.
Själva kvartersnamnet återfinns redan på Petrus Tillaeus karta från 1733 med nummer 51 och 52 och stavas där Edelman. Nuvarande stavning med ”Ä” infördes först på 1940-talet. På Tillaeus tid gick strandlinjen ungefär i liv med Strandvägens fasader, det fanns ingen gata eller väg vid vattnet utan några sjöbodar, båthus och bryggor. I och med anläggandet av Strandvägen på 1870-talet fick båda kvarteren sin nuvarande storlek och fastighetsindelning.

### Kvarteret genom tiden

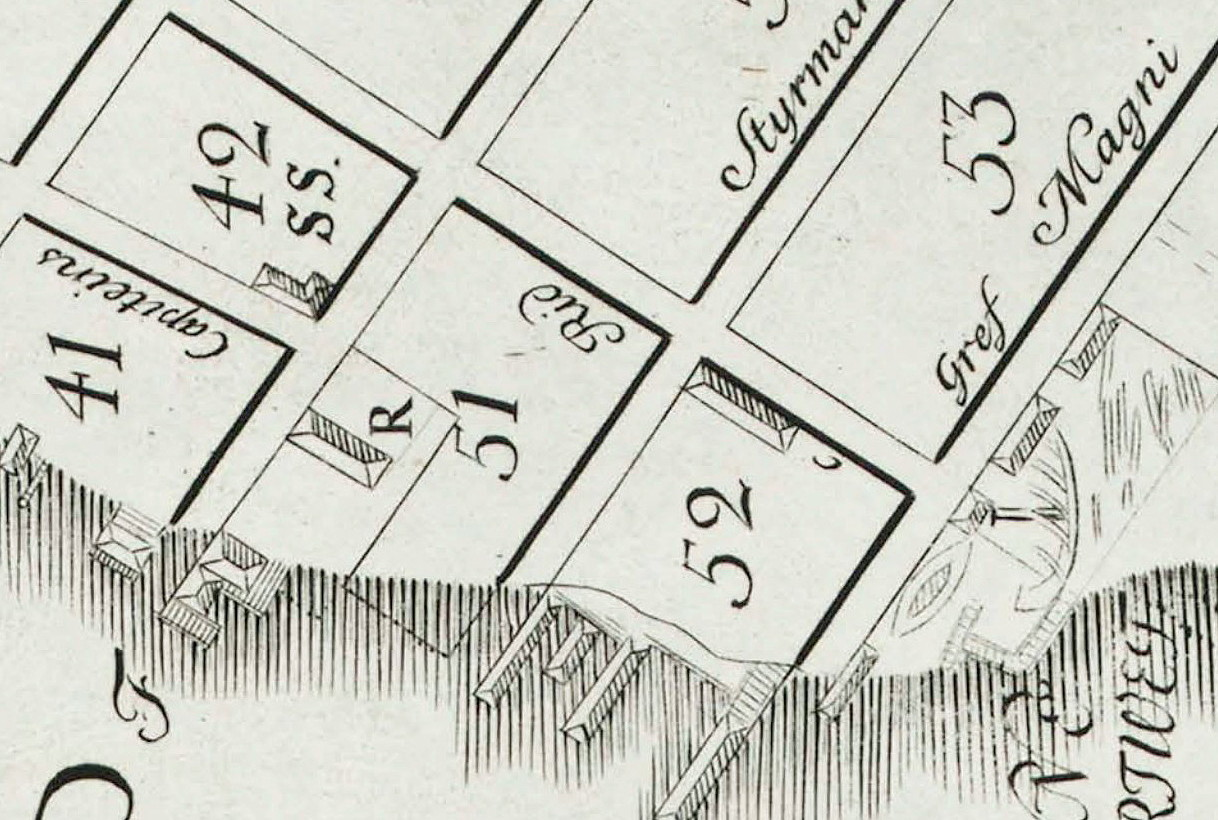
1733.
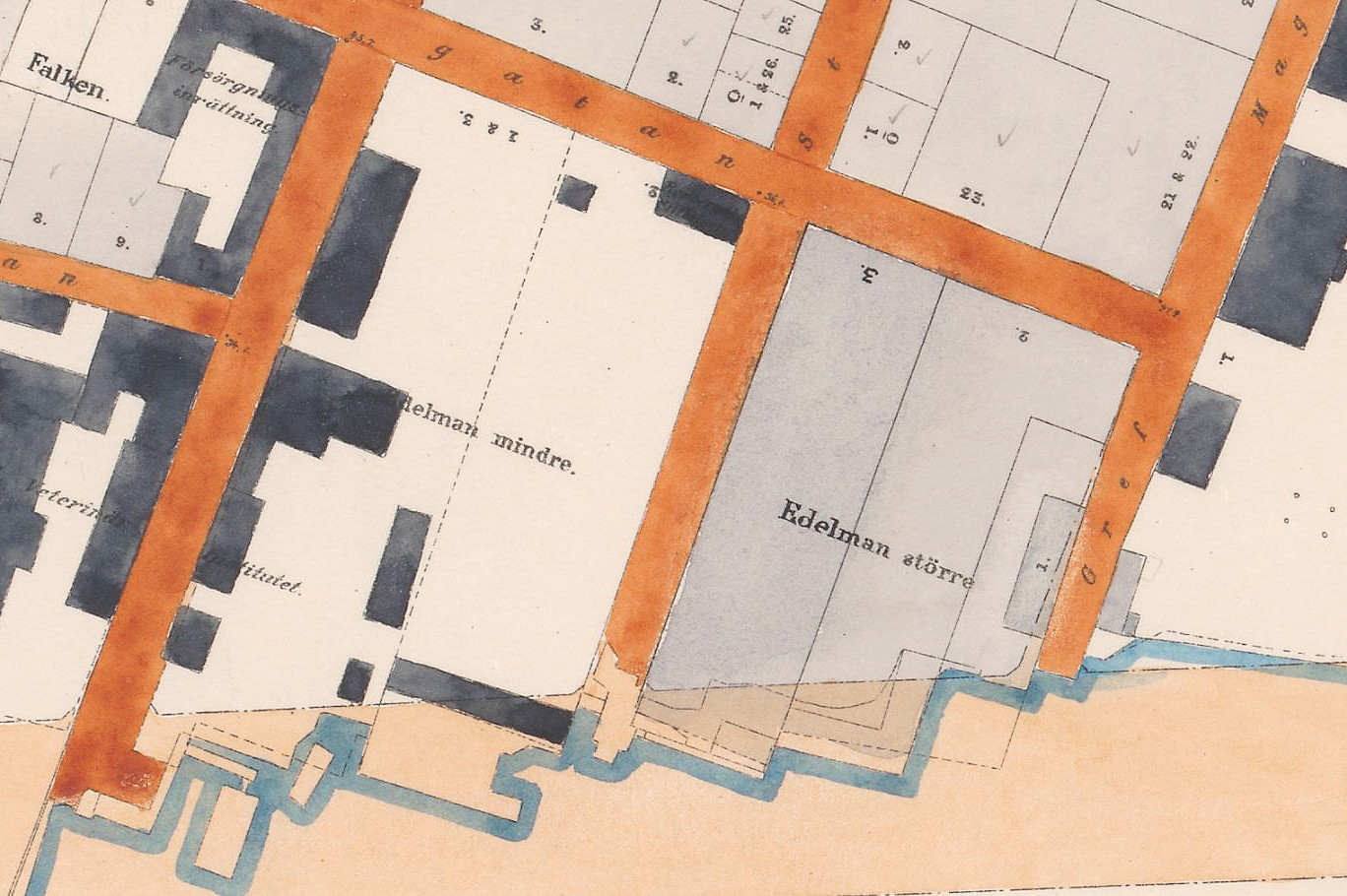
1863.
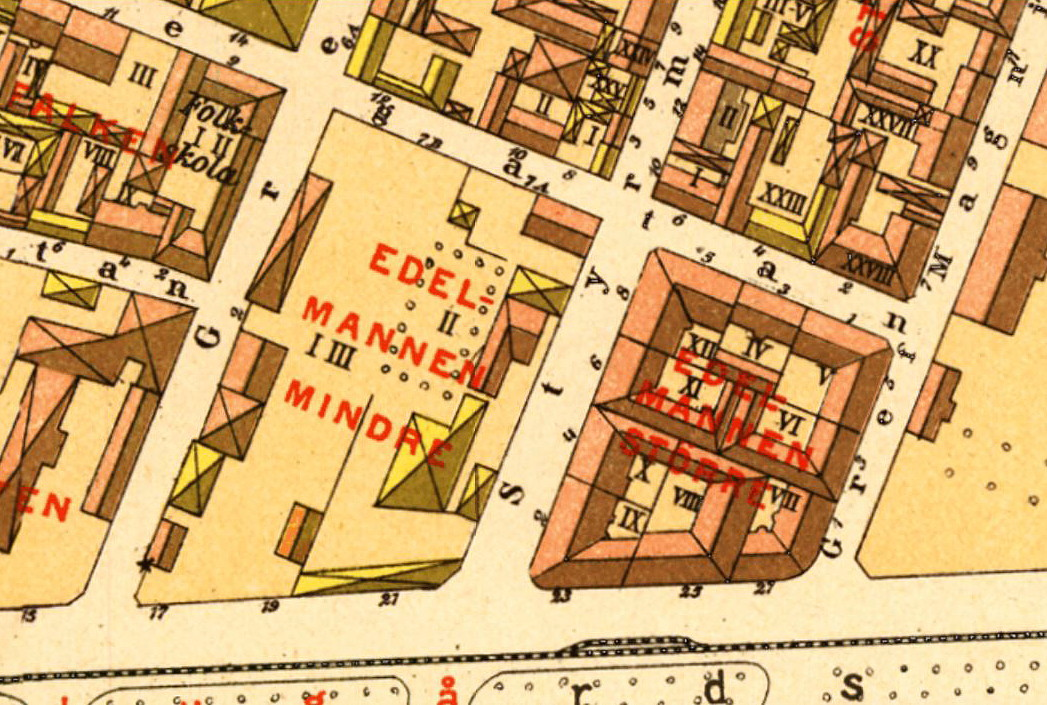
1885.
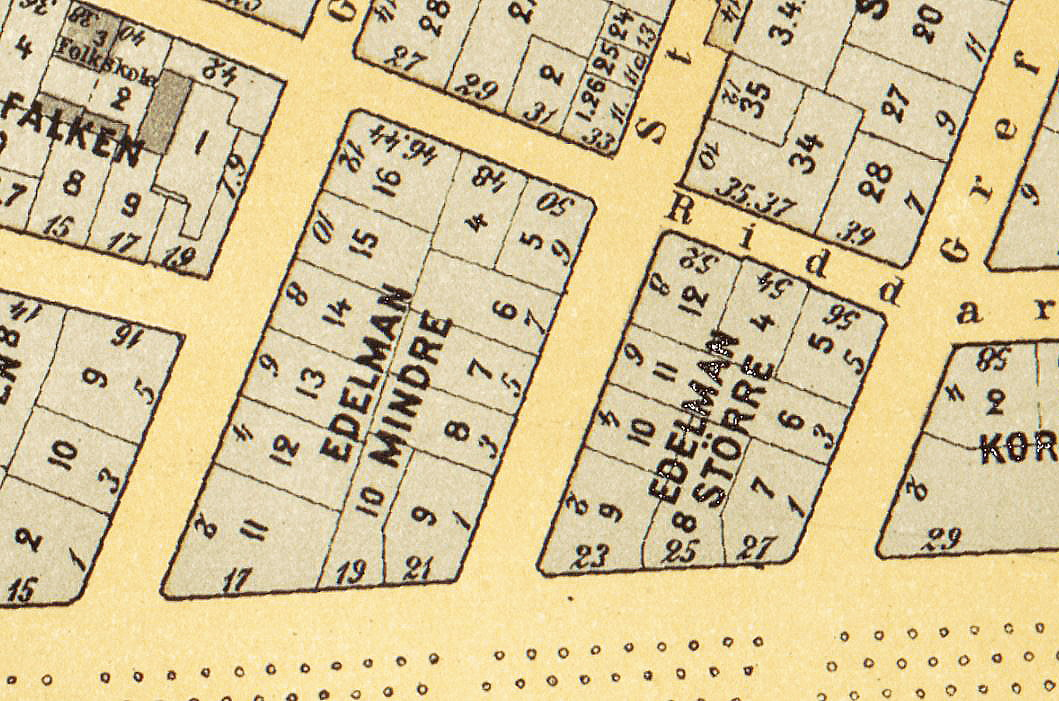
1899.

## Ädelman mindre
- Koordinater: 59°19′56.3″N 18°5′3.6″Ö / 59.332306°N 18.084333°Ö

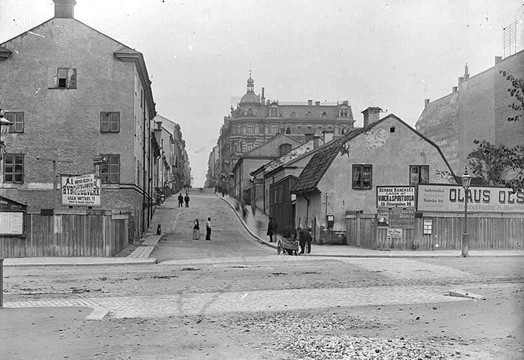
Grevgatan norrut från Strandvägen med Ädelman mindre till höger, 1894

På Tillaeus karta från 1733 redovisas en större byggnad i kvarterets västra del, märkt ”R” och benämnt ”Änkehuset”. Inrättningen kom att kallas Borgerskapets änkehus och flyttades senare till kvarteret Hästen vid Hamngatan och 1879 därifrån till Norrtullsgatan 45. Mellan 1819 och 1880 hade Veterinärinrättningen i Stockholm sitt badhus vid stranden. Verksamheten bedrevs i några byggnader i kvarterets västra del men huvudsakligen på grannkvarteret Krabaten.
Fram till 1880-talet bestod kvarteret Ädelman mindre av tre fastigheter och var bebyggt med några sten- och trähus från 1700- och 1800-talen. Rivning och ny indelning med 13 fastigheter fastställdes på 1880-talets mitt och var en del av Strandvägens nygestaltning. Nuvarande indelning med tio fastigheter bestämdes i den fortfarande gällandes stadsplanen från 1938. 
Stadsplanen medgav även en breddning av Riddargatans södra sida till totalt 18 meter vilket var tänkt att genomföras för hela Riddargatan mellan Artillerigatan och Grev Magnigatan. Planen realiserades bara delvis och syns idag i den tillbakadragna fasaden för hörnhuset Ädelman mindre 18 och 19 som uppfördes 1939 efter ritningar av arkitekt Albin Stark, i enlighet med den nya stadsplanen. På platsen fanns ett flerbostadshus ritat 1894 av arkitekt Anders Gustaf Forsberg.
Mest känd i kvarteret är bebyggelsen på fastigheten Ädelman mindre 17 även kallad Thaveniuska huset och uppfört 1885 av byggmästaren Evald Thavenius. Han byggde även de båda grannhusen på Ädelman mindre 8 och 7.

### Kvarterets fastigheter (urval)
- Ädelman mindre 5, Styrmansgatan 9, byggår 1872, arkitekt okänd[5]
- Ädelman mindre 6, Styrmansgatan 7, byggår 1888, arkitekt Kasper Salin och Carl Widell.[6]
- Ädelman mindre 11 Strandvägen 17, byggår 1895, arkitekt Johan Laurentz[7]
- Ädelman mindre 17 (Thaveniuska huset), Strandvägen 19-21 / Styrmansgatan 1, byggår 1888, arkitekt Kasper Salin och Carl Widell[8]
- Ädelman mindre 18 och 19 (ursprungsbyggnad från 1894 riven) Riddargatan 44-46, byggår 1939, arkitekt Albin Stark[9]
- Ädelman mindre 20 Grevgatan 6-8, byggår 1895, arkitekt Carl Kleitz[10]

### Bebyggelsens kulturhistorisk klassificering
Fastigheterna Ädelman mindre 6, 11 och 17 är blåmärkta av Stadsmuseet i Stockholm vilket betyder "att bebyggelsen bedöms ha synnerligen höga kulturhistoriska värden". Övriga fastigheter är grön-eller gulmärkta och bedöms av Stadsmuseet som "särskilt värdefulla från historisk, kulturhistorisk, miljömässig eller konstnärlig synpunkt" respektive "att bebyggelsen har positiv betydelse för stadsbilden och/eller har ett visst kulturhistoriskt värde".

Nutida bilder
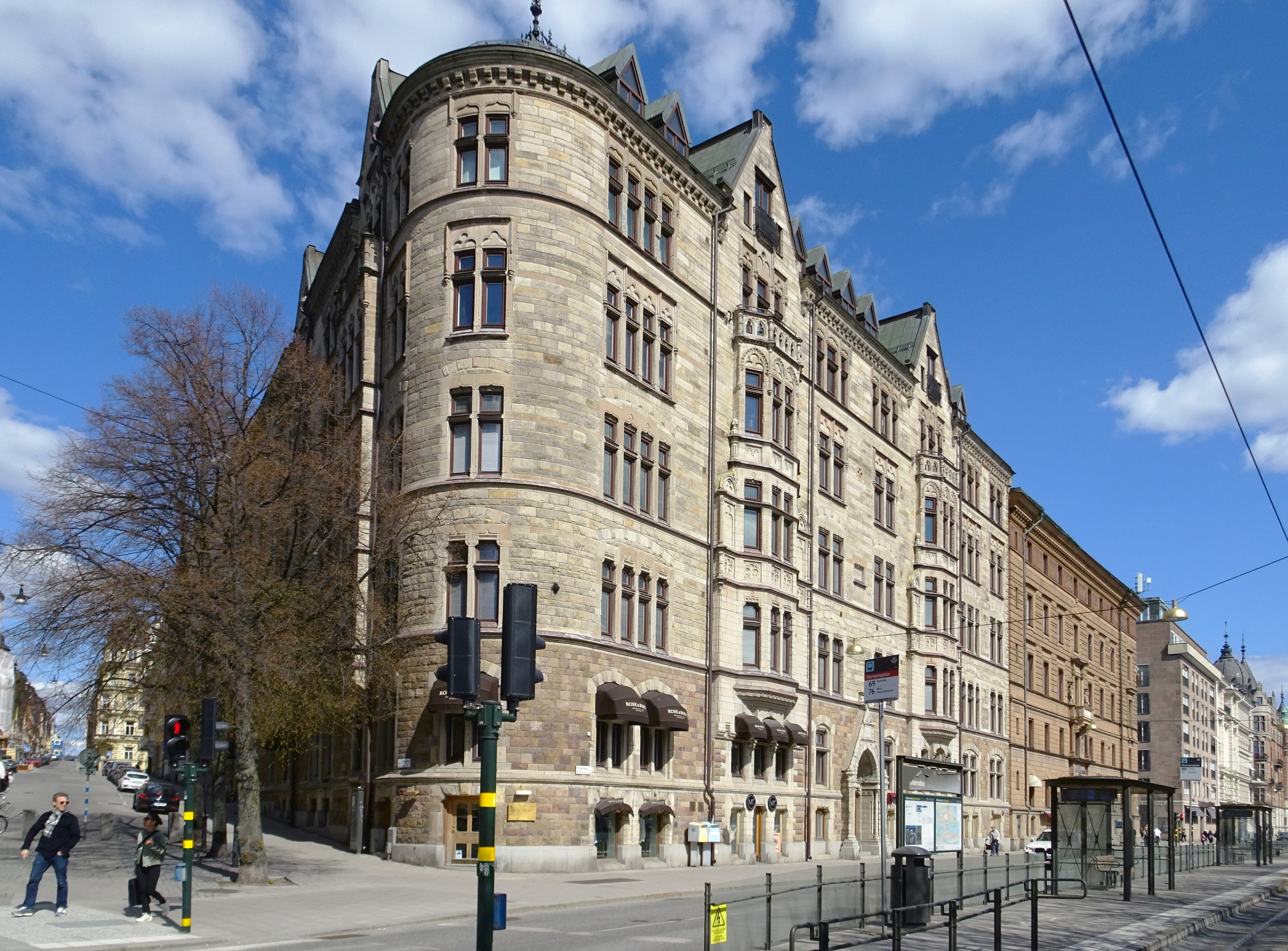
Kvarteret från sydväst med Ädelman mindre 11 närmast.
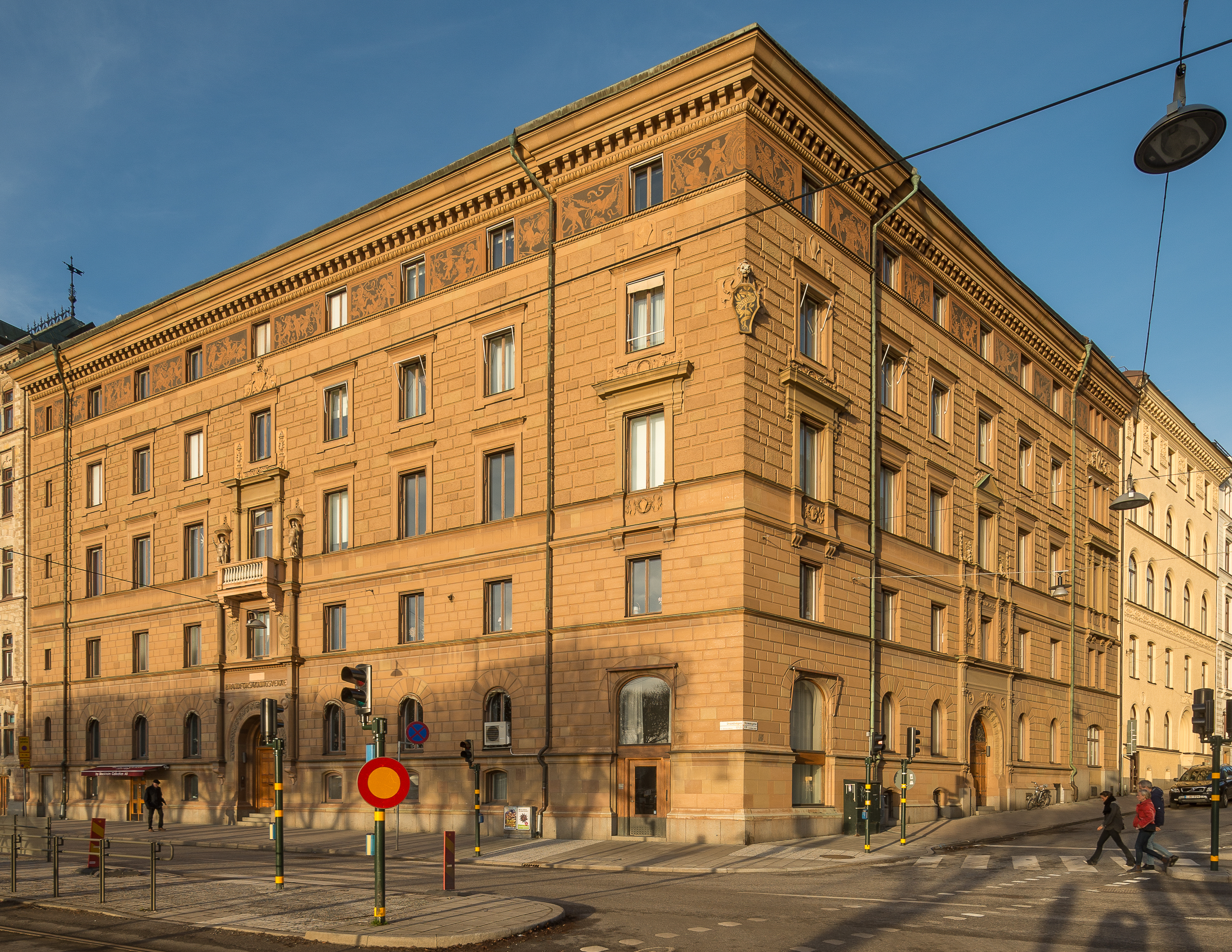
Kvarteret från sydost med Ädelman mindre 17 (Thaveniuska huset) närmast.
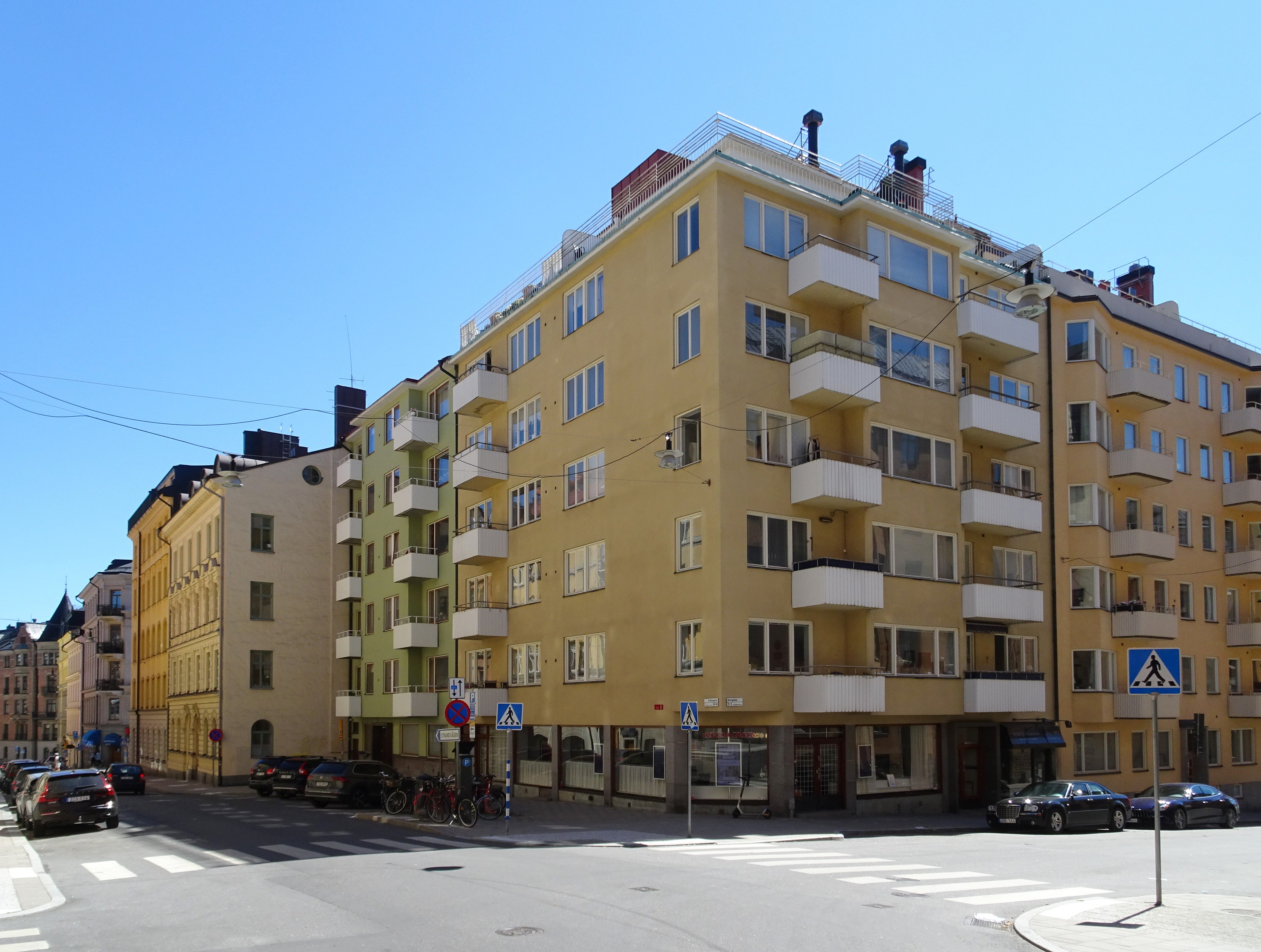
Kvarteret från nordväst med Ädelman mindre 18 och 19 från 1939.
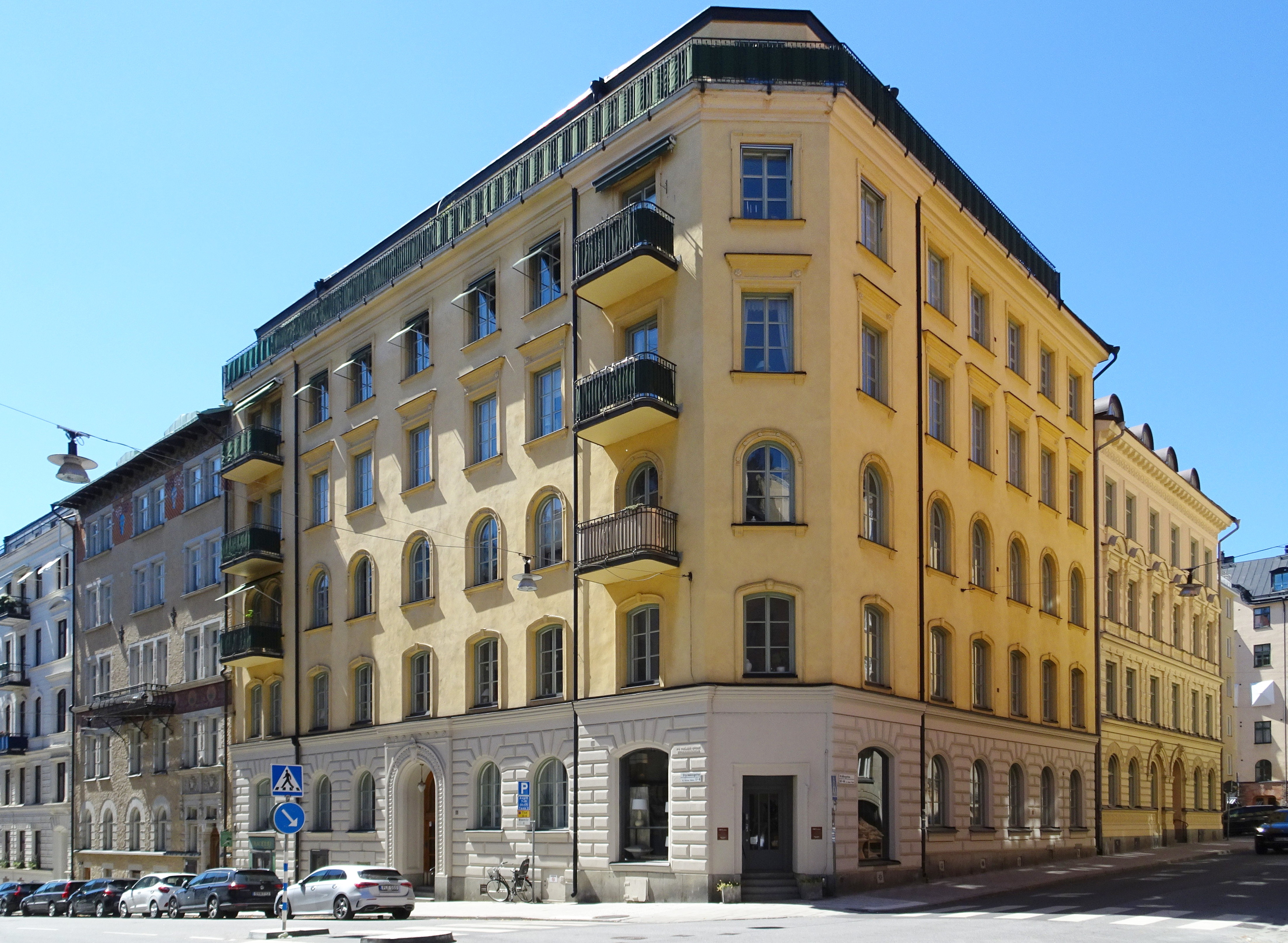
Kvarteret från nordost med Ädelman mindre 5 närmast.

### Noter

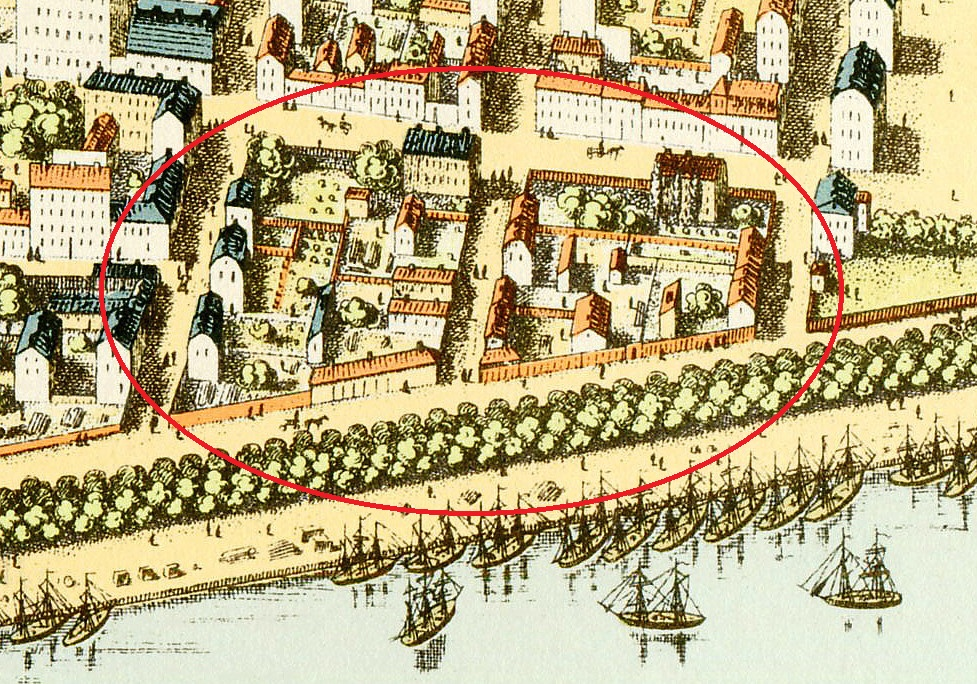
Kvarteret Ädelman mindre (till vänster) och Ädelman större på Heinrich Neuhaus panorama, 1870-tal. Alléplanteringen tillkom senare.

## Ädelman större
- Koordinater: 59°19′55.8″N 18°5′8.8″Ö / 59.332167°N 18.085778°Ö

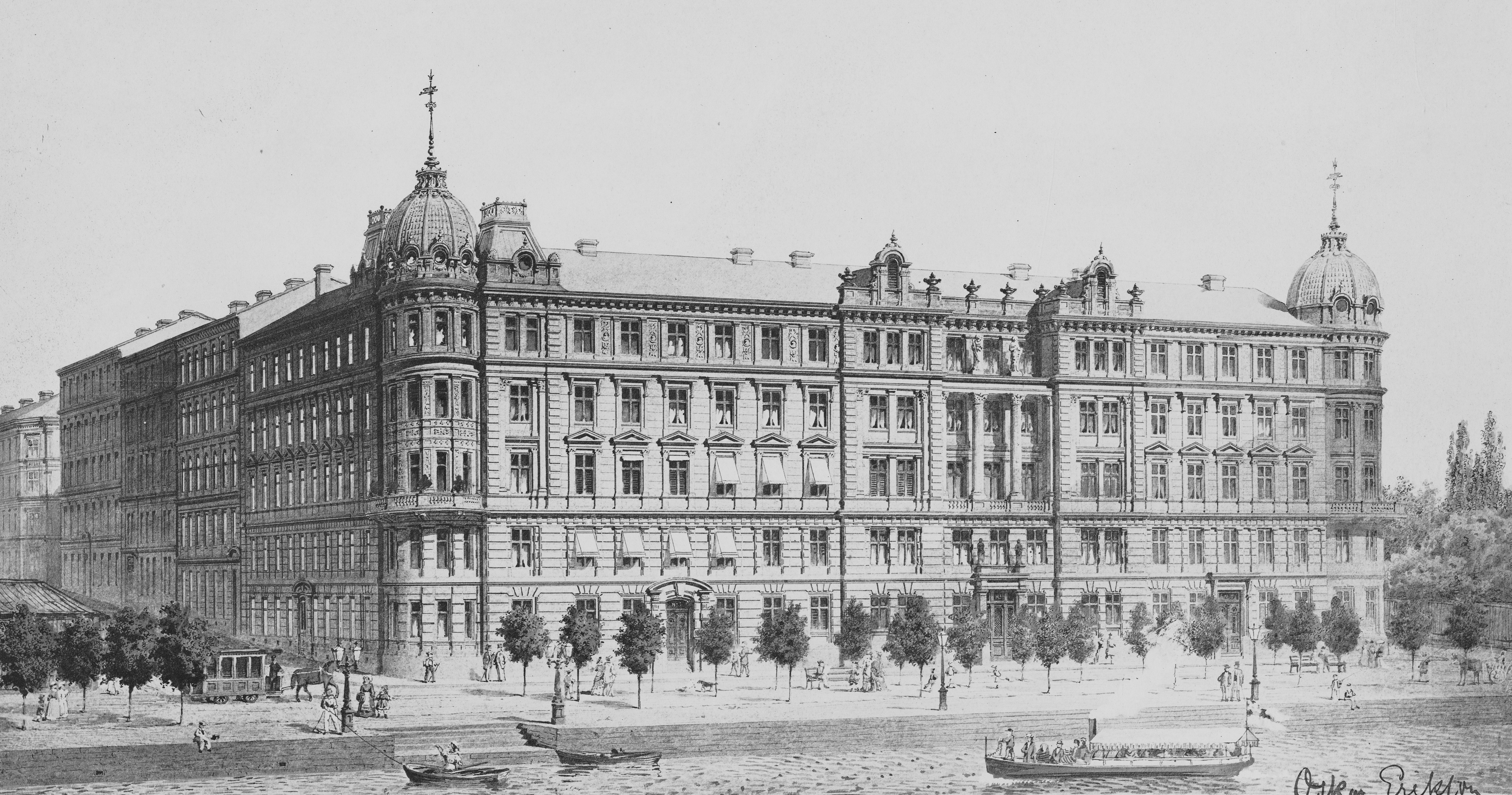
Ädelman större 7, 8, 9 enligt arkitekt Oskar Eriksons illustration från 1880-talet.

På Tillaeus karta från 1733 syns en byggnad märkt ”c” i kvarterets nordvästra hörn och betecknas som Artillerie Öfwerste boställe, för övrigt var tomten obebyggd, bortsett från några båthus vid vattnet. Fram till 1880-talet bestod kvarteret Ädelman större av tre långsmala fastigheter. Därefter genomgick kvarteret en liknande utveckling som Ädelman mindre. Dagens indelning i nio fastigheter fastställdes i den ännu gällande stadsplanen från 1939. Även den medgav breddning av Riddargatan till 18 meter, vilket dock aldrig genomfördes.
Mest kända byggnad är den på Ädelman större 7, 8, 9 (Strandvägen 23–27) som till en början hade en praktfull samkomponerad huvudfasad mot Strandvägen, ritad 1881–1882 av arkitekten Oskar Erikson och uppförd av firma Johansson & Hammarlund. De tre sammanbyggda husen var även de första som blev färdiga längs Stockholms nya paradgata. Komplexets västra del (Strandvägen 23) revs i slutet av 1950-talet och ersattes med ett nytt kontors- och bostadshus ritat av arkitekt Nils Tesch.

### Kvarterets fastigheter (urval)
- Ädelman större 4, Riddargatan 54, byggår 1880, arkitekt Fritz Eckert.[13]
- Ädelman större 5, Riddargatan 56, Grev Magnigatan 5, byggår 1883, arkitekt Oskar Erikson.[14]
- Ädelman större 7, Strandvägen 27, Grev Magnigatan 1, byggår 1883, arkitekt Oskar Erikson.[15]
- Ädelman större 8, Strandvägen 27, Grev Magnigatan 1, byggår 1883, arkitekt Oskar Erikson.[16]
- Ädelman större 9 (ursprungsbyggnad från 1883 riven), Strandvägen 23, Styrmansgatan 2, byggår 1967, arkitekt Nils Tesch.[17]
- Ädelman större 10, Styrmansgatan 4, byggår 1883, arkitekt Oskar Erikson.[18]
- Ädelman större 12, Styrmansgatan 8, byggår 1883, arkitekt Oskar Erikson.[19]

### Bebyggelsens kulturhistorisk klassificering
Fastigheterna Ädelman större 7 och 8 är blåmärkta av Stadsmuseet i Stockholm vilket betyder "att bebyggelsen bedöms ha synnerligen höga kulturhistoriska värden". Övriga fastigheter är grön-eller gulmärkta och bedöms av Stadsmuseet som "särskilt värdefulla från historisk, kulturhistorisk, miljömässig eller konstnärlig synpunkt" respektive "att bebyggelsen har positiv betydelse för stadsbilden och/eller har ett visst kulturhistoriskt värde".

Nutida bilder
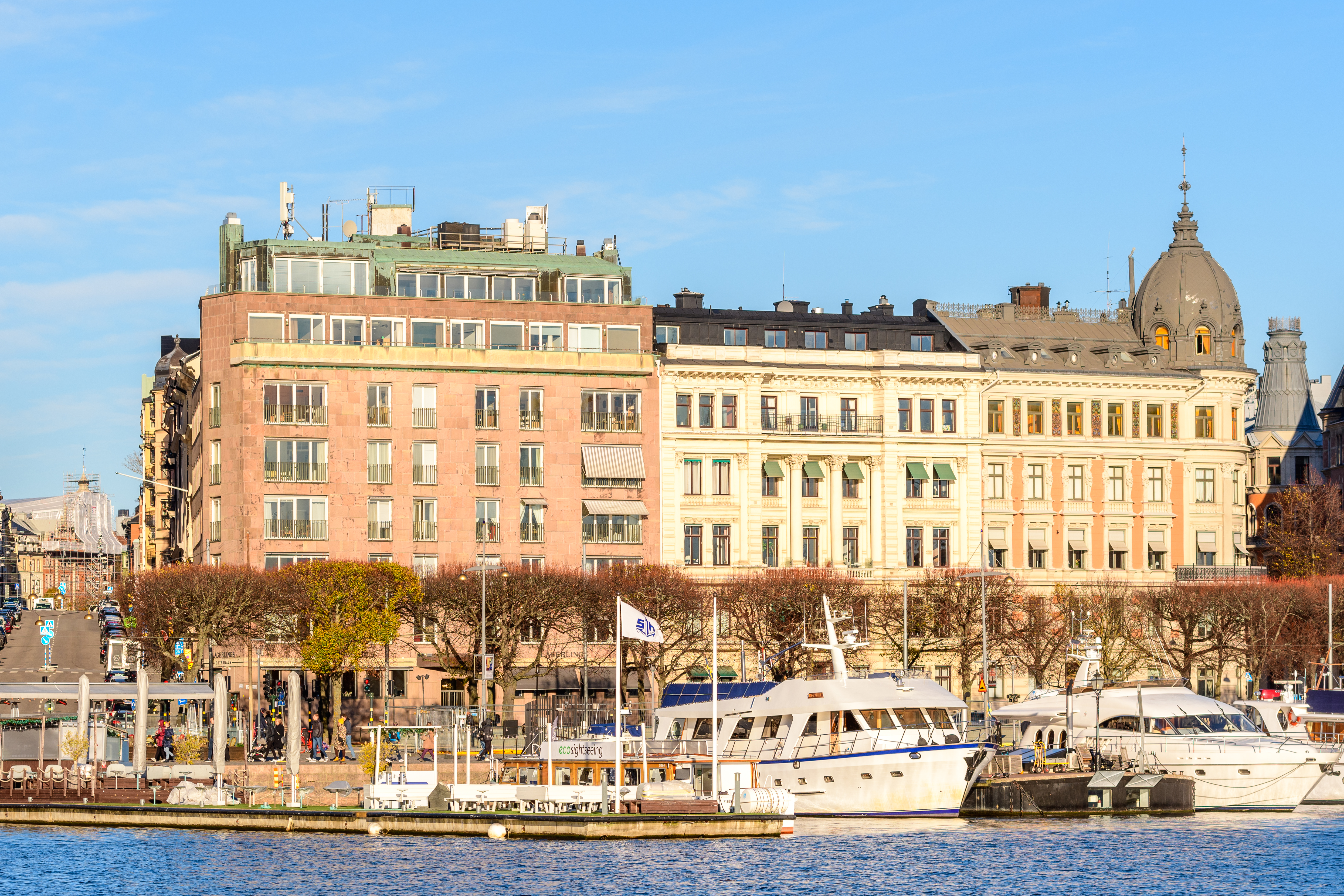
Kvarteret från vattnet med Ädelman större 9 från 1967 till vänster.
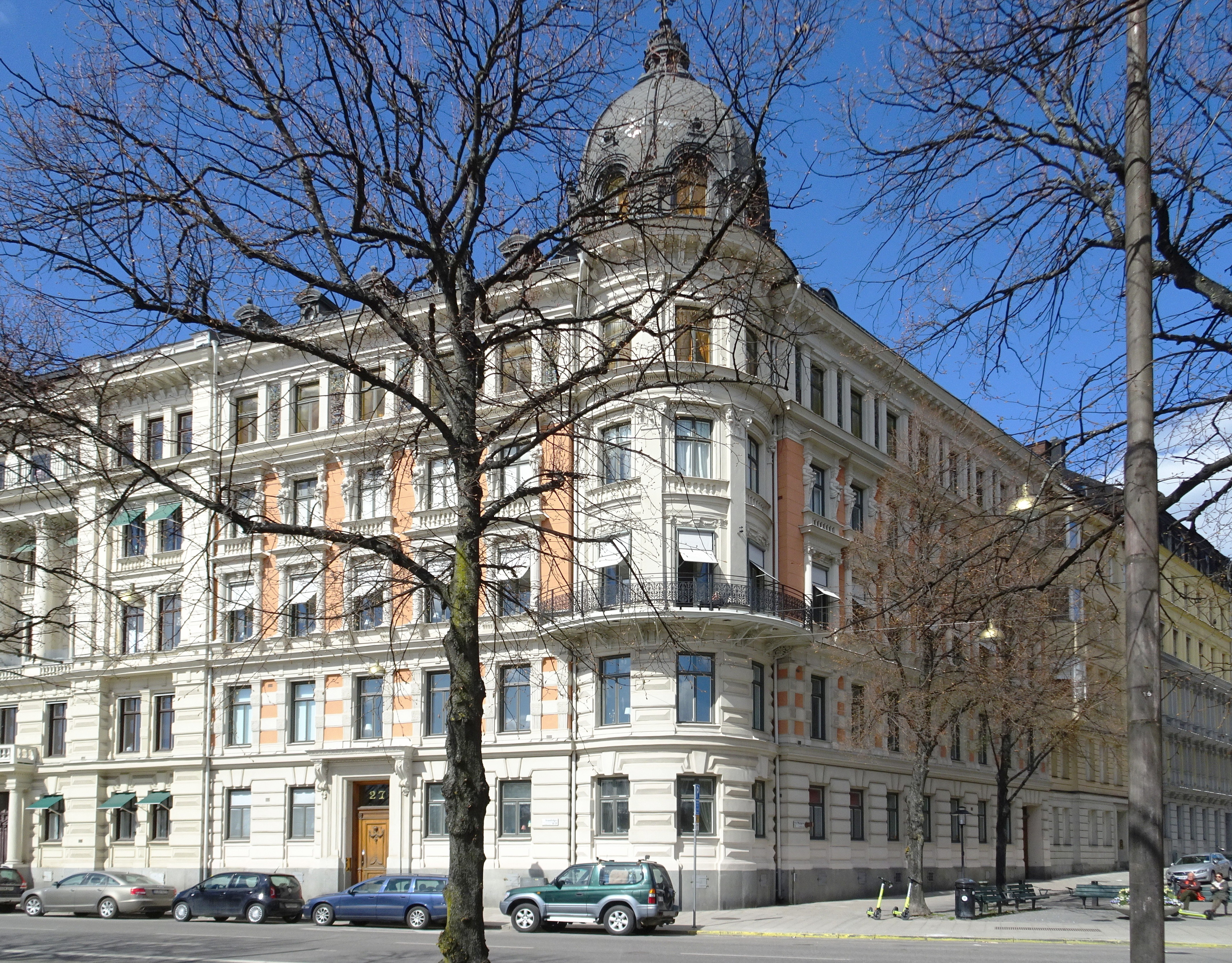
Kvarteret från sydost med Ädelman större 7 närmast.
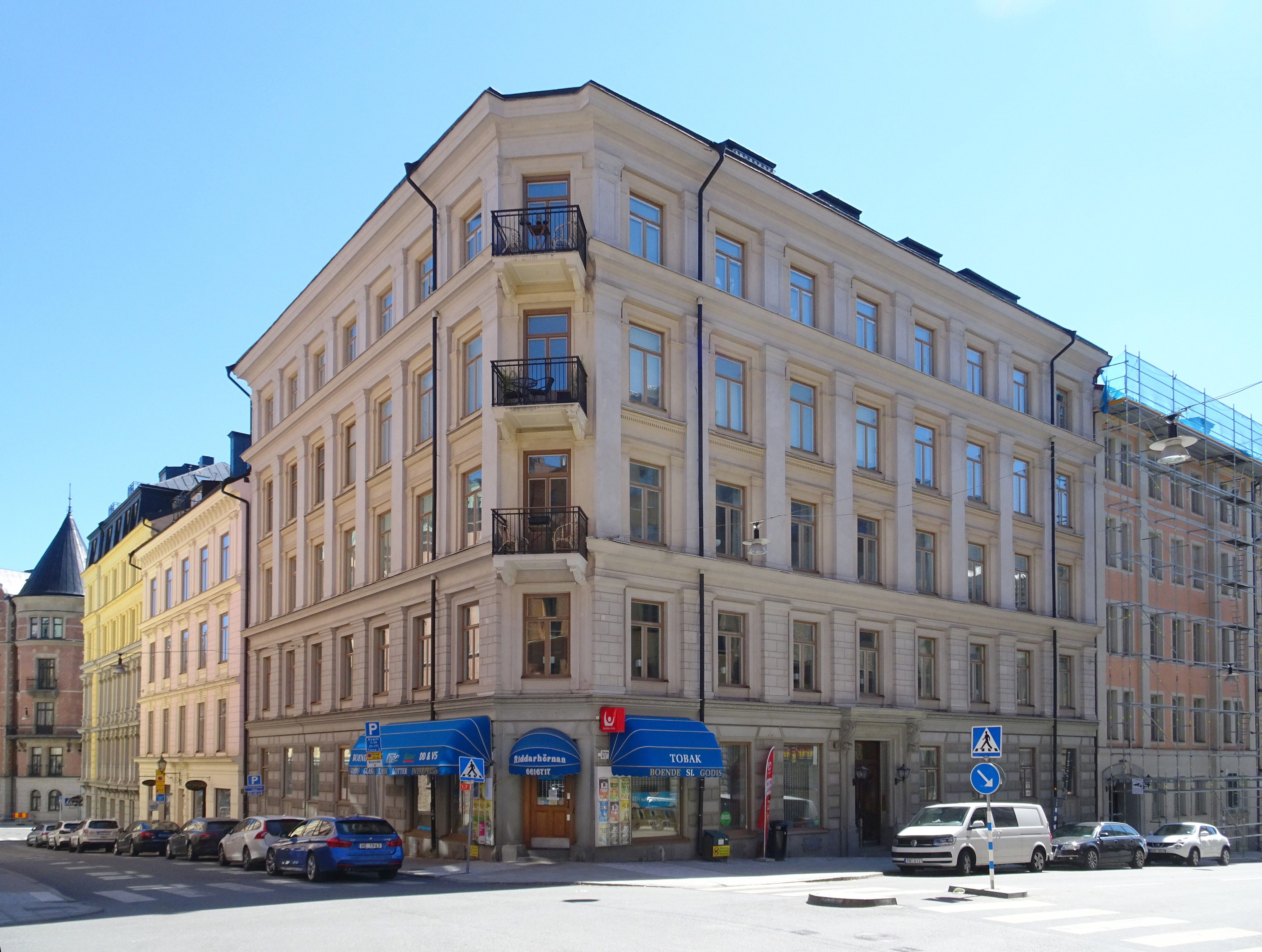
Kvarteret från nordväst med Ädelman större 12 närmast.
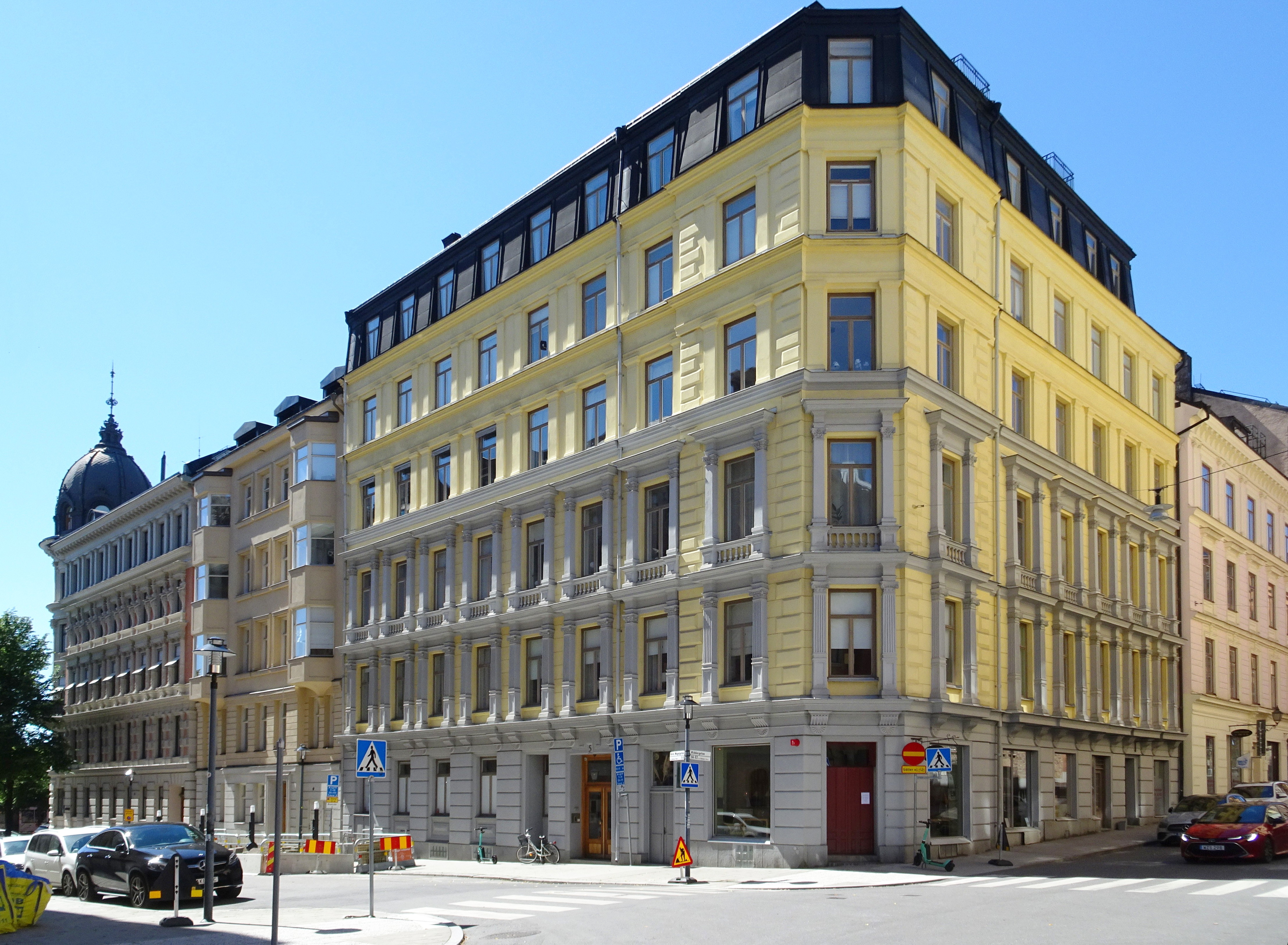
Kvarteret från nordost med Ädelman större 5 närmast.